# Chrysobothris znojkoi
Chrysobothris znojkoi es una especie de escarabajo del género Chrysobothris, familia Buprestidae. Fue descrita científicamente por Semenov & Richter en 1934.